# Kristoffer Hagenes
Kristoffer Hagenes (Bergen, 9 mei 1990) is een Noors voetbalscheidsrechter. Hij is in dienst van FIFA en UEFA sinds 2017. Ook leidt hij sinds 2016 wedstrijden in de Eliteserien.
Op 21 augustus 2016 leidde Hagenes zijn eerste wedstrijd in de Noorse nationale competitie. Tijdens het duel tussen IK Start en Sogndal (1–1) trok de leidsman viermaal de gele kaart. In Europees verband debuteerde hij op 5 juli 2018 tijdens een wedstrijd tussen Bala Town en Tre Fiori in de eerste voorronde van de UEFA Europa League; het eindigde in 1–0 en Hagenes trok vijfmaal een gele kaart. Zijn eerste interland floot hij op 5 juni 2024, toen Denemarken met 2–1 won van Zweden door doelpunten van Pierre-Emile Højbjerg en Christian Eriksen en een tegentreffer van Alexander Isak. Tijdens deze wedstrijd toonde Hagenes aan Isak en zijn landgenoot Jens Cajuste een gele kaart.

## Interlands
| Datum            | Plaats                 | Wedstrijd           | Uitslag | Competitie             | Kreeg geel | Kreeg voor de tweede keer geel en dus rood | Weggestuurd |
| ---------------- | ---------------------- | ------------------- | ------- | ---------------------- | ---------- | ------------------------------------------ | ----------- |
| 5 juni 2024      | Kopenhagen, Denemarken | Denemarken – Zweden | 2 – 1   | Vriendschappelijk      | 2          | 0                                          | 0           |
| 18 november 2024 | Pristina, Kosovo       | Kosovo – Litouwen   | 1 – 0   | Nations League 2024/25 | 3          | 0                                          | 1           |

Laatst bijgewerkt op 19 november 2024.